# François Baby
François Baby (Detroit, 16 de dezembro de 1768 - Windsor, 27 de agosto de 1852) foi um político, juiz e empresário canadense.
Irmão de James Baby, nasceu na cidade de Detroit e por influência de James, em 1792, foi eleito para a Assembléia Legislativa do Canadá Superior (Legislative Assembly of Upper Canada) e em 1796 foi nomeado juiz de paz no condado de Kent.
François participou ativamente da guerra anglo-americana de 1812 como oficial de milícia e intendente-geral assistente. Em 31 de janeiro de 1814 foi capturado e enviado para os Estados Unidos e pelo fato de ter nascido em território americano e ter pego em armas contra esta nação, seu caso foi levado ao presidente James Madison para decidir sobre um possível processo judicial, mas o presidente optou pela condição de prisioneiro de guerra e assim foi anistiado e libertado ao fim do conflito.
Em 1812 (meses antes da guerra anglo-americana), iniciou a construção de sua residência na cidade de Sandwich (atual Windsor) e em meio as obras, sua futura casa serviu de base americana na invasão da cidade. Após a reocupação da cidade pelo exército britânico, finalizou a construção desta casa e atualmente o imóvel é um museu de história local: a François Baby House.
Em 1820 foi eleito, novamente, para a Assembleia Legislativa do Canadá Superior e foi um árduo defensor por manter a divisão do país em Canadá Inferior e Superior (ou baixo e alto Canadá). Novamente eleito em  1828, abandonou a política em 1830.
Proprietário de terras e empresário, operou, na década de 1840 uma empresa de balsas no Rio Detroit, entre outros empreendimentos.